# 113
Cette page concerne l'année 113  du calendrier julien. Pour l'année 113 av. J.-C., voir 113 av. J.-C. Pour le nombre 113, voir 113 (nombre). Pour le groupe, voir 113 (groupe).
L'année 113 est une année commune qui commence un samedi.

## Événements

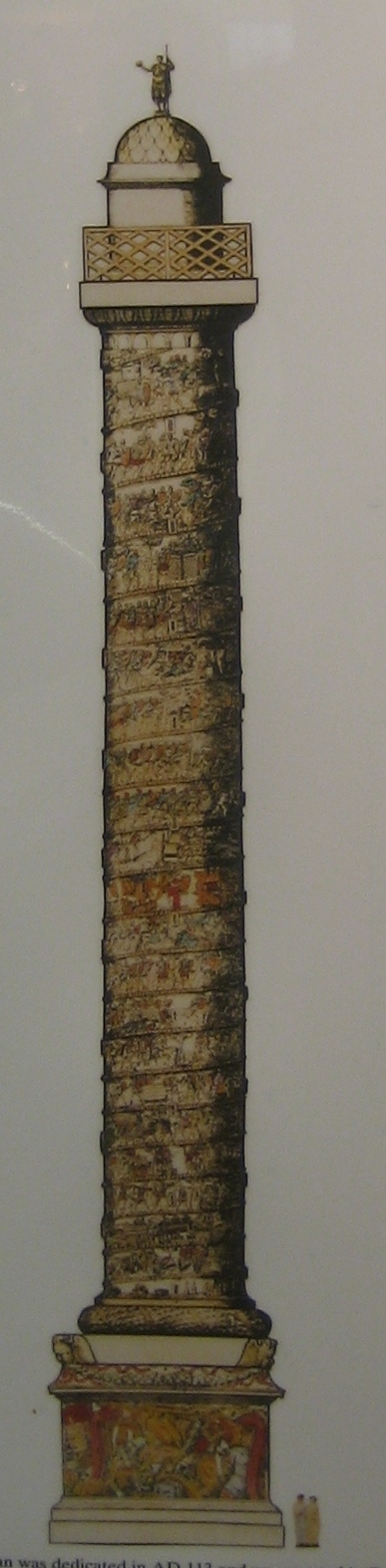
Colonne Trajane.

- 12 mai : dédicace de la Colonne Trajane, construite par l'architecte Apollodore de Damas, qui termine le nouveau forum de Trajan[1].
  - Nouvelle inauguration du temple de Vénus Genetrix endommagée lors de la construction du forum de Trajan[2].
- 28 octobre : Trajan quitte Rome et part pour l'Orient[3]. 
  - Osroes, le roi des Parthes, détrône le roi d'Arménie Axidarès, un vassal des Romains, et le remplace par son neveu Parthamasaris. Trajan qui considère le Traité de Rhandeia de 63 rompu, déclare alors la guerre aux Parthes ; parti de Rome en octobre, il séjourne à Athènes où il reçoit une ambassade d'Osroes chargée de présents, qui lui prie de donner l'investiture à Parthamasaris. Il repousse l'offre et s'embarque pour la Syrie après une visite à Éphèse[4]

## Décès en 113
- 18 septembre : Pline le Jeune en Bithynie[4].
- Déroc, roi géorgien de Mtskheta.